# 永福安省
永福安省（越南语：／）是越南北部短暂存在的一个省份，1949年由越南國政府設立，主要包括今天的永福省和河內市紅河北岸部分。

## 地理
永福安省北接宣光省和太原省，西接富壽省和山西省，南接河內市和河東省，東接嘉林省、北寧省和北江省。

## 歷史
永福安省的前身是永安省和福安省。1949年，法國軍隊和越南國軍隊從越盟手中奪取二省，隨後合併設立永福安省，省蒞設於福安市社，下轄9郡。
1954年，日內瓦會議達成協議，越南民主共和國政府接管永福安省地區，設立永福省。而越南國和越南共和國則使用永福安省至1975年政權覆滅。

## 行政區劃
永福安省下轄9郡。
- 安朗郡
- 多福郡
- 金英郡
- 東英郡
- 安樂郡
- 平川郡
- 永祥郡
- 立石郡
- 三陽郡